# Osbornoceros
Osbornoceros – wymarły rodzaj ssaków z podrodziny Antilocaprinae w obrębie rodziny widłorogowatych (Antilocapridae), zamieszkujący Amerykę Północną pod koniec miocenu  7-6 mln lat temu.
Gatunek Osbornoceros osborni jest jedynym znanym przedstawicielem rodzaju Osbornoceros.